# It's Over (Level 42)
It's Over is een nummer van de Britse band Level 42. Het is de vierde single van hun zevende studioalbum Running in the Family uit 1986. In september 1987 werd het nummer op single uitgebracht. Het werd een top 20-hit in thuisland het Verenigd Koninkrijk met een 10e positie in de UK Singles Chart.
In Nederland was de single op donderdag 10 september 1987 TROS Paradeplaat op Radio 3 en werd mede hierdoor een grote hit. De plaat behaalde de 7e positie in de Nederlandse Top 40 en de 8e positie in de Nationale Hitparade Top 100. De Europese hitlijst op Radio 3, de TROS Europarade, werd niet bereikt, aangezien deze lijst op 25 juni 1987 voor de laatste keer werd uitgezonden. 
In België behaalde de plaat de 12e positie in de voorloper van de Vlaamse Ultratop 50 en de 13e positie in de Vlaamse Radio 2 Top 30.

## Achtergrond
It's Over is een ballad die gaat over een man die op eigen initiatief zijn vrouw verlaat, maar het daar wel erg moeilijk mee heeft. Tekenend was dat de single werd uitgebracht toen de broers Boon en Phil Gould hadden besloten om op te stappen omdat zij zich niet meer konden vinden in de richting die de band was ingeslagen. Vanaf toen bestond Level 42 op papier uit zangers Mark King (bas) en Mike Lindup (keyboard). 

### NPO Radio 2 Top 2000
| Nummer met noteringen in de NPO Radio 2 Top 2000 | '99 | '00 | '01 | '02  | '03  | '04  | '05  | '06  | '07  | '08  | '09  | '10  | '11  | '12  | '13  | '14  | '15  | '16  | '17  |
| ------------------------------------------------ | --- | --- | --- | ---- | ---- | ---- | ---- | ---- | ---- | ---- | ---- | ---- | ---- | ---- | ---- | ---- | ---- | ---- | ---- |
| It's Over                                        | 817 | -   | 565 | 1121 | 1215 | 1365 | 1583 | 1607 | 1799 | 1508 | 1706 | 1382 | 1600 | 1482 | 1515 | 1333 | 1493 | 1604 | 1673 |

1. ↑  Een '-' betekent dat het nummer niet was genoteerd en een vetgedrukt getal geeft de hoogste notering aan.
2. ↑  Deze tabel is bijgewerkt tot en met de laatste editie (2024).